# Durón
Durón ist eine spanische Gemeinde in der Provinz Guadalajara in der Autonomen Gemeinschaft Kastilien-La Mancha. Aktuell hat der Ort 111 Einwohner (Stand: 2024). Er liegt auf einer Höhe von 747 msnm.

## Persönlichkeiten
- Basilio Antonio Carrasco y Hernando (1783–1852), römisch-katholischer Geistlicher, Bischof von Ibiza 1831–1852